# Friedrich Wilhelm zu Wied

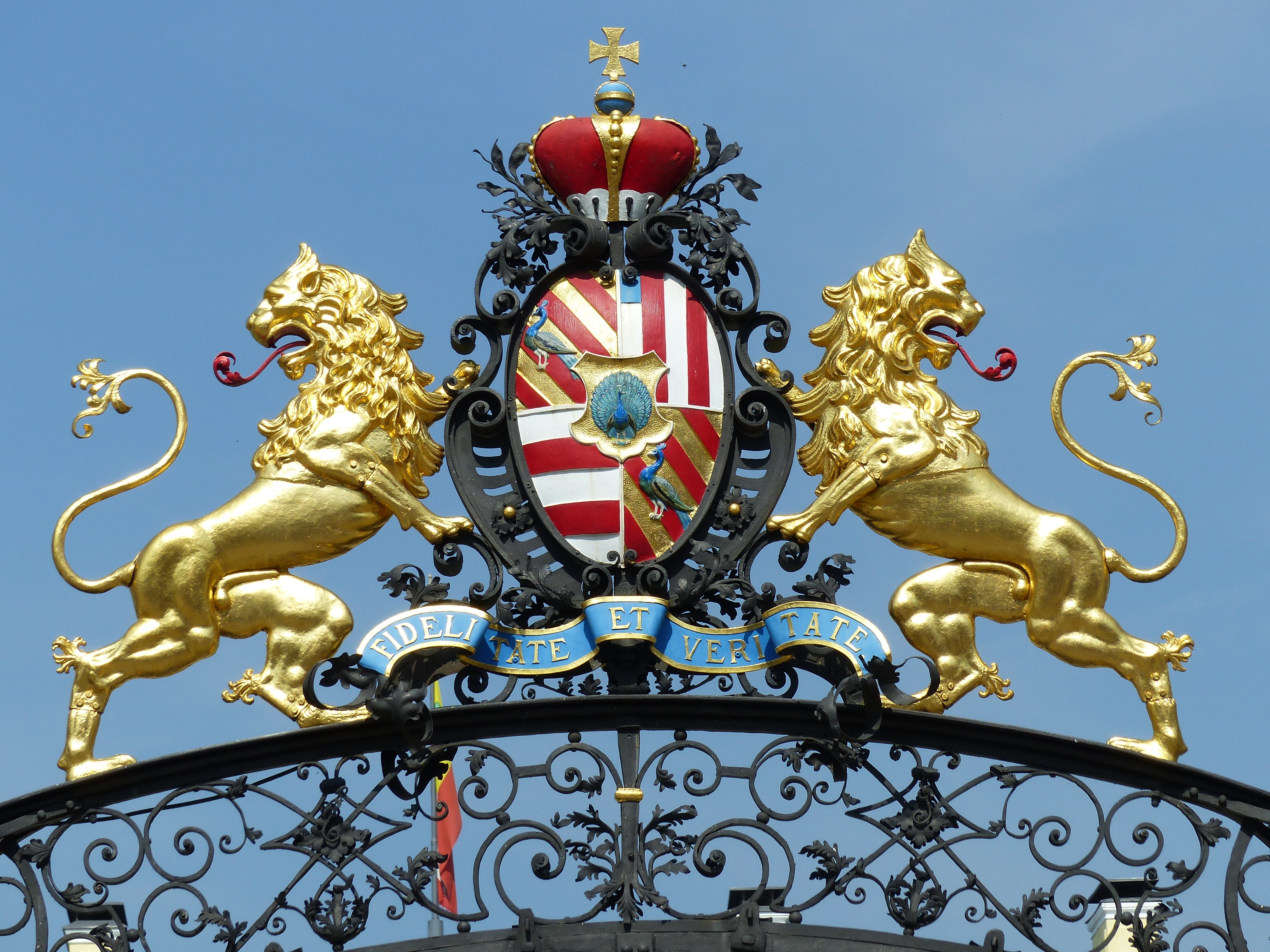
Wappen des fürstlichen Hauses zu Wied über dem Hauptzufahrtstor des Schlosses Neuwied

Friedrich Wilhelm Heinrich Konstantin Prinz zu Wied (* 2. Juni 1931 in Stuttgart; † 28. August 2000 in Salmon Arm, Kanada) war ein deutscher Unternehmer und Mäzen. Außerdem war er Präsident des „International Council for Game and Wildlife Conservation“ („Internationaler Jagdrat zur Erhaltung des Wildes“), einem weltweiten Dachverband der Jagdverbände. Der Familientradition folgend nannte Friedrich Wilhelm sich 7. Fürst zu Wied.

## Leben

### Kindheit und Jugend
Sein Vater Hermann Wilhelm Friedrich, Erbprinz zu Wied (1899–1941) leitete das Königlich Württembergische Gestüt Weil. 1945 folgte er seinem Großvater 
Wilhelm Friedrich Hermann Otto Karl 6. Fürst zu Wied (1872–1945) gemäß den traditionellen Richtlinien des Deutschen Adelsrechtsausschusses als Chef des Hauses Wied-Neuwied nach. Seitdem war er bekannt unter dem Namen Friedrich Wilhelm Heinrich Konstantin 7. Fürst zu Wied, obwohl seit der Abschaffung der Standesvorrechte des Adels 1919 nur der Titel „Prinz“ bzw. „Prinzessin“, nicht jedoch der vordem in Primogenitur gewährte Erstgeburtstitel „Fürst“, Bestandteil des bürgerlichen Nachnamens ist.
In den Jahren während und nach dem Zweiten Weltkrieg wuchs Friedrich Wilhelm mit seinem jüngeren Bruder Metfried und seiner Schwester Osterlind im „Kupferhaus“ in Dierdorf auf. Er besuchte dort die Rektoratsschule, wechselte im Herbst 1947 auf das Evangelische Pädagogium Bad Godesberg und hielt sich danach ab dem Herbst 1948 für zwei Jahre auf der Gordonstoun-Schule in Schottland auf. Sein Abitur machte Friedrich Wilhelm 1951 auf dem Evangelischen Pädagogium Bad Godesberg. Nach Volontariaten bei den Banken „Brinkmann, Wirtz & Co.“ (1969 umbenannt in „M.M. Warburg & Co.“) in Hamburg und „S. G. Warburg & Co.“ in London, folgte eine Ausbildung in der fürstlich-fürstenbergischen Verwaltung in Donaueschingen. In Hannoversch-Münden zunächst in der Forstwissenschaft ausgebildet, studierte Friedrich Wilhelm dann in Köln Betriebswirtschaft.

### Industrielle Aktivitäten
Mit dieser breiten Ausbildung übernahm er 1955 den Besitz des Hauses Wied-Neuwied von seiner Großmutter Pauline und von seinem Onkel Dietrich, der bis zur Großjährigkeit Friedrich-Wilhelms Generalbevollmächtigter war. Im Unterschied zu seinen Vorfahren leitete Friedrich Wilhelm den Familienbesitz unmittelbar selbst. Mittels der „Fürstlich Wiedische Rentkammer, Vermögens- und Verwaltungs-GmbH & Co. KG“ als zentraler Vermögensholding, widmete er sich aber nicht nur dem ererbten Immobilien-, Grund- und Wertpapierbesitz, sondern investierte über die „AG für Steinindustrie“ und die „Arnold Georg AG“ auch im industriellen Bereich.
Bei der bereits 1921 gegründeten „AG für Steinindustrie“ wurde Friedrich Wilhelm bereits 1949 Hauptaktionär. Unter seiner Leitung expandierte diese vom einfachen Kiesförderer im Engerser Feld bei Neuwied zu einem breit aufgestellten Mittelstandsunternehmen für Baustoffe und Schüttgüter. Neben der Hauptverwaltung in Neuwied, entstanden 6 Werke an verschiedenen Standorten in Neuwied und in der Eifel und eigene Verlade- und Hafenanlagen in Andernach.

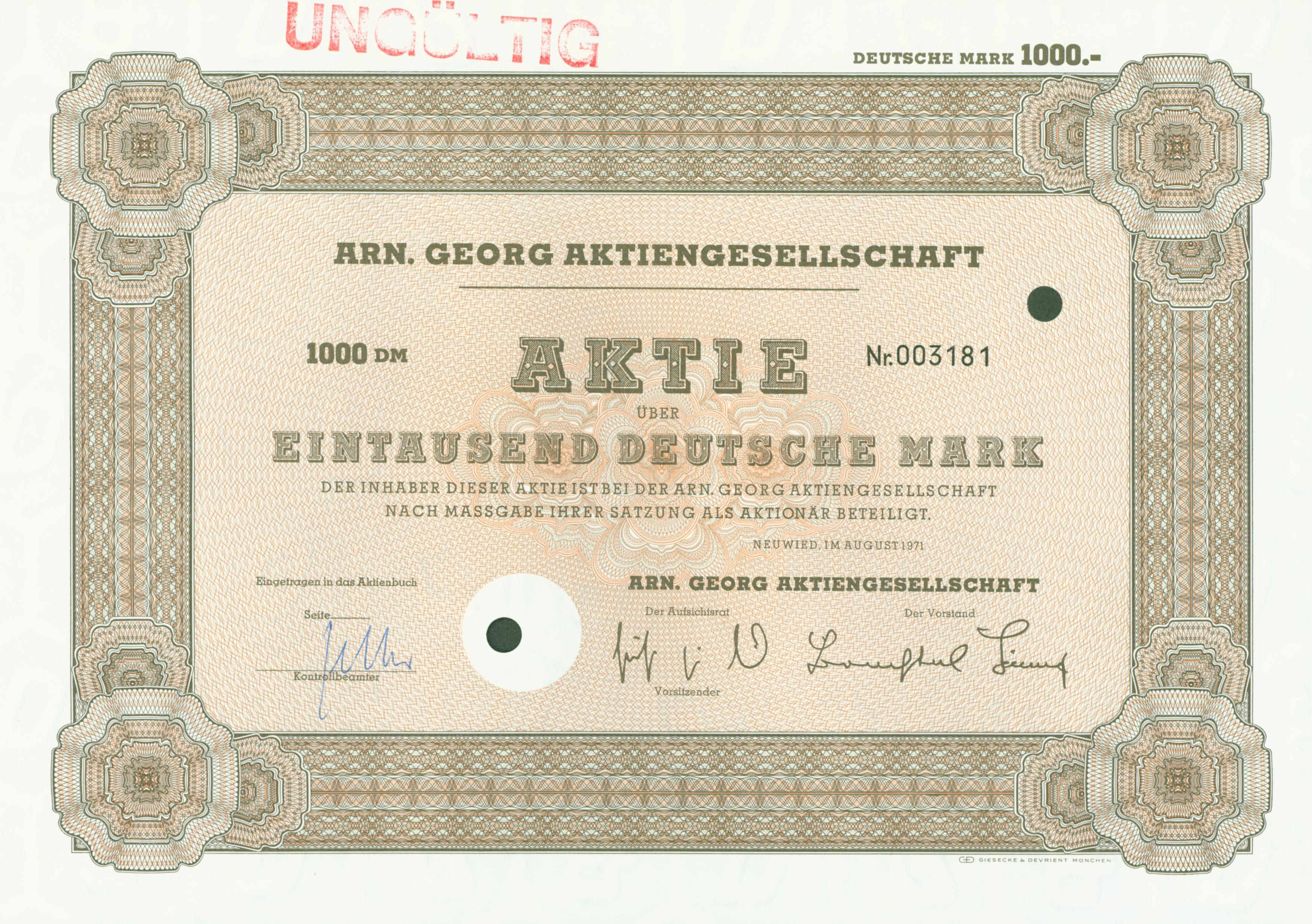
Aktie über 1000 DM der Arn. Georg AG vom August 1971

An der im Freiverkehr der Düsseldorfer und Frankfurter Börse notierten „Arnold Georg AG“ (WKN: 586550, ISIN: DE0005865505, Tickersymbol: ARN) erwarb Friedrich Wilhelm in mehreren Schritten mit rund 72 % der Aktien die Kapitalmehrheit.
Er ließ den schon 1877 gegründeten Hersteller von Eisenkonstruktionen aller Art mit Geschäftssitz in Neuwied in andere Industriebereiche expandieren (u. a. Verzinkerei, Stahlgittermaste, Umspannanlagen für die Energieversorgung, Funk- und Antennentürme, Industriehallen und Hochregallager, als Serienprodukte Fertiggaragen und Allzweckhallen). Diese Aktivitäten waren auf insgesamt sechs Teilbetriebe verteilt. Das wichtigste Tochterunternehmen der Arnold Georg AG war die „AGO Druckluft GmbH“ in Berlin, die sich mit der Vermietung und dem Verkauf von Baumaschinen und Kompressoren beschäftigte. Die einzige ausländische Tochtergesellschaft war die 1991 von Arnold Georg erworbene „Nagron Steel B.V.“ (Rheden, Niederlande), die Rohr- und Stahlgittermasten herstellte.
Im Rahmen einer strategischen Unternehmensumstrukturierung wurden 1993/94 die sechs Teilbetriebe in Tochtergesellschaften ausgegliedert und die Arnold Georg AG in eine Holding umgewandelt, die zukünftig für die verbundenen Unternehmen Dienstleistungs-, Steuerungs- und Servicefunktionen erfüllen sollte. Daneben sollte die neue Holding eigene Immobilien, Grundstücke und Geldvermögen verwalten.

### Aktivitäten in der Kanadischen Forstindustrie
Im Jahr 1959 verkaufte Friedrich Wilhelm das Buch „Reise in das innere Nord-America in den Jahren 1832 bis 1834“ seines Vorfahren Maximilian zu Wied-Neuwied betreffenden Archivmaterialien nebst den dazugehörigen Kunstwerken und Druckplatten Karl Bodmers an die Kunsthandlung M. Knoedler & Company aus New York City. Diese stellte sie im Joslyn Art Museum in Omaha (Nebraska) aus. Im Jahr darauf kaufte die Northern Gas Company mit Sitz in Omaha die Sammlung für die Stiftung Inner North an und übergab sie dem Joslyn Art Museum zunächst als Leihgabe und 1986 als Geschenk. Mit dem Erlös dieses Verkaufs erweiterte Friedrich Wilhelm den familieneigenen Forstbetrieb durch den schrittweisen Erwerb von 25.000 ha Wald in British Columbia (Kanada). Zu dessen Verwaltung, gründete Friedrich Wilhelm 1974 die „Beaumont Timber Company Ltd.“ in Salmo (British Columbia).
Die Beaumont Timber Company konzentriert sich langfristig orientiert auf den Besitz und die Bewirtschaftung eigener Waldbestände. Diese verteilen sich auf mehrere unterschiedlich große Einzelgrundstücke, welche sich vom Norden der Stadt Revelstoke bis in den Süden um die Stadt Rossland an der Grenze zu den USA erstrecken. Der Holzeinschlag erfolgt mit eigenem Personal und Gerätschaften und orientiert sich im Umfang an der aktuellen Marktsituation. Hauptabnehmer des Unternehmens sind Sägemühlen aus der Region. Dieses weiter wachsende Unternehmen ist inzwischen zu einem der größten privaten Waldbesitzer British Columbias geworden.

### Aktivitäten im Immobilienbereich

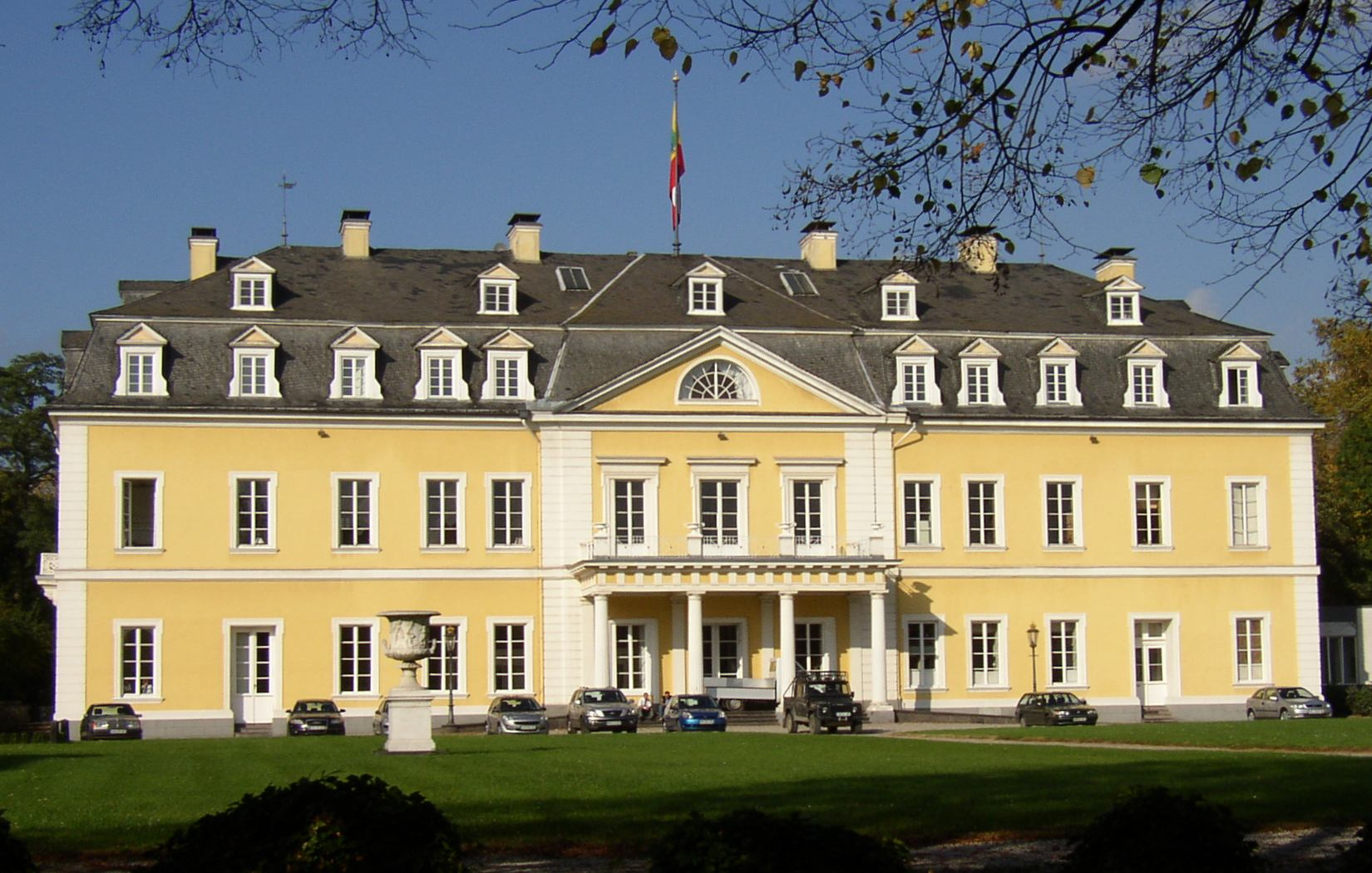
Hauptgebäude des Schlosses Neuwied. Wohnsitz von Friedrich Wilhelm Prinz zu Wied und seiner Familie

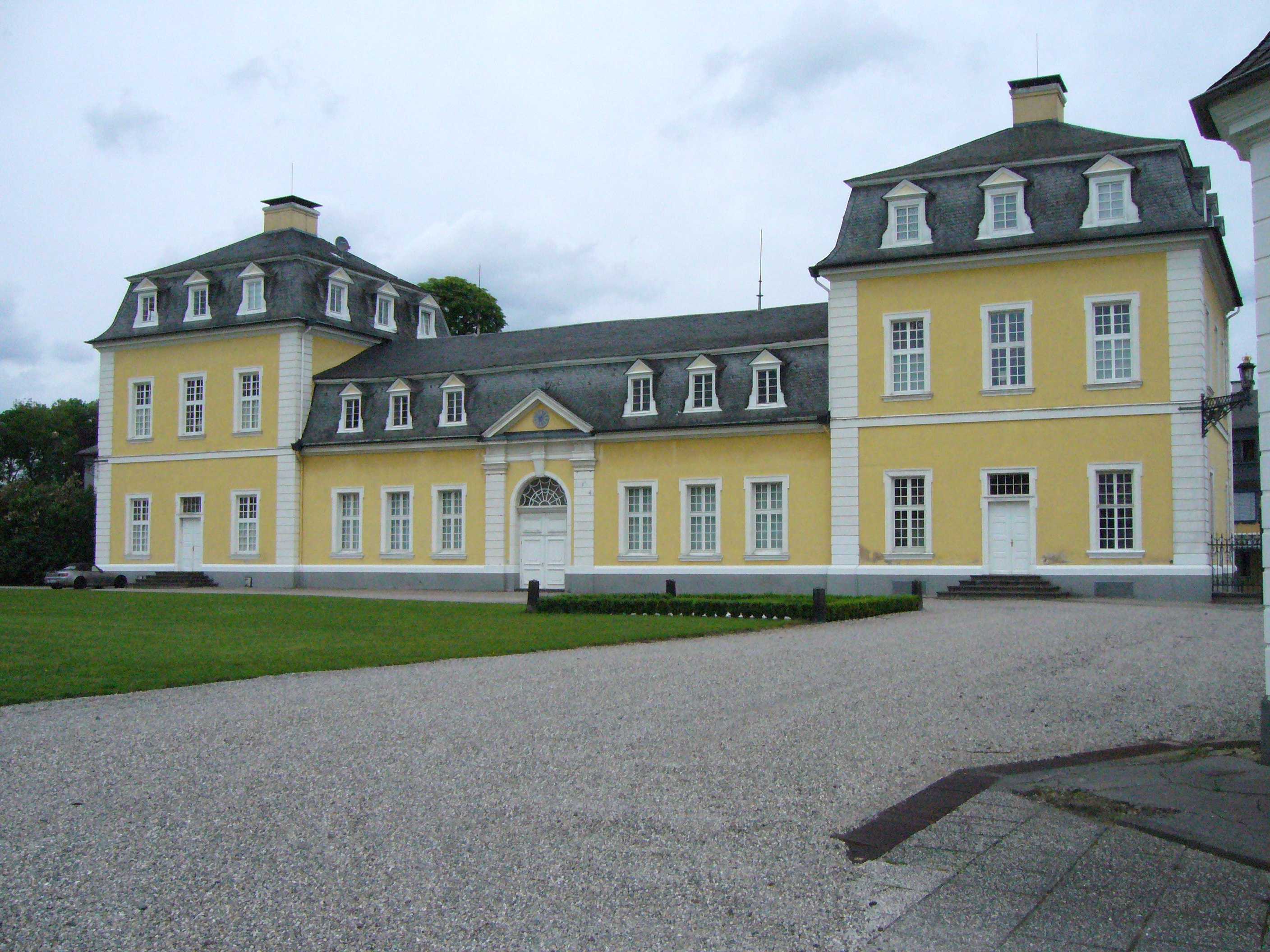
Rechter Flügel des Schlosses Neuwied. Sitz des Fürstlich Wiedischen Archivs

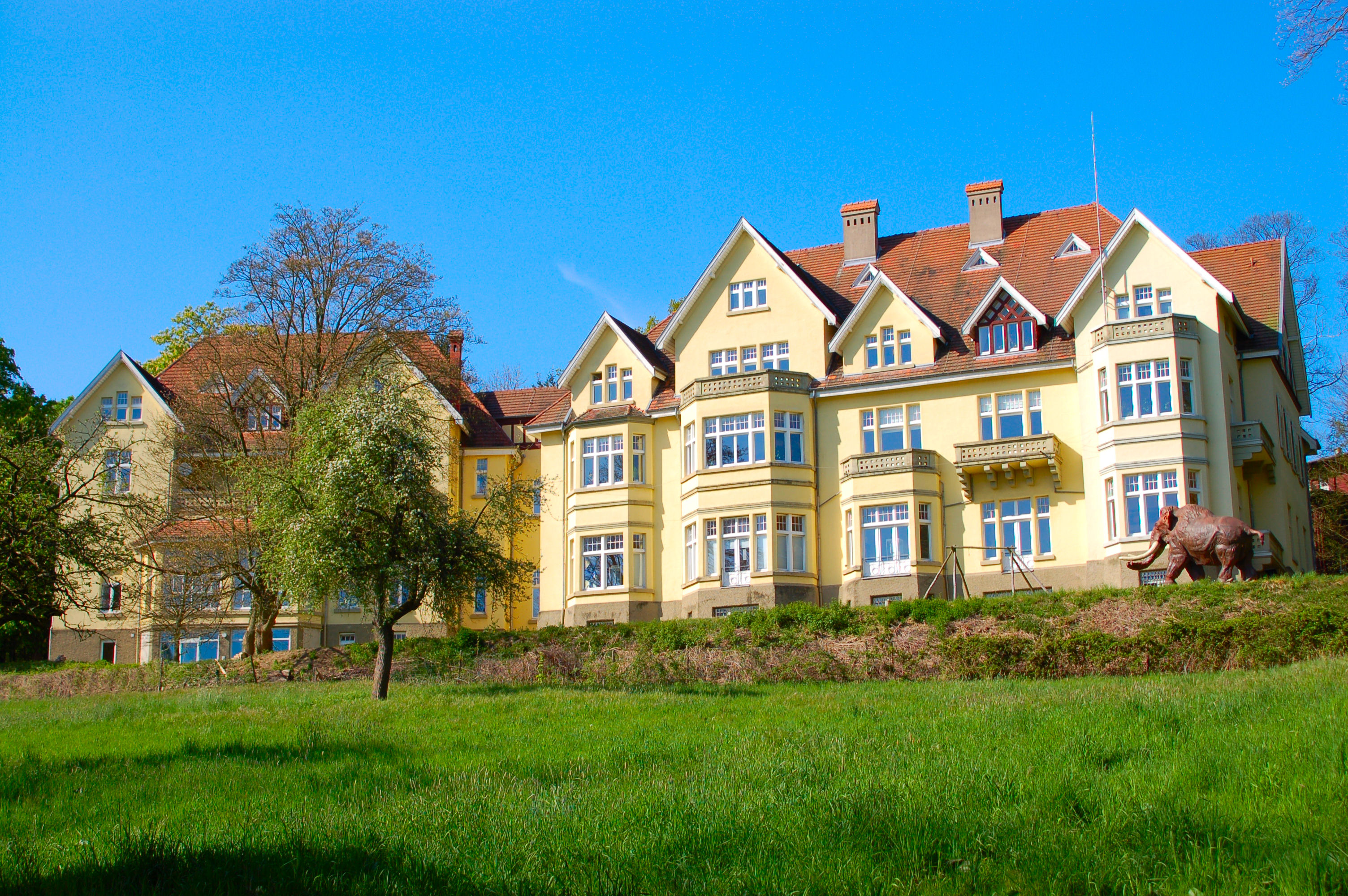
Villa „Waldheim“ (auch „Palais der Prinzessinnen“ genannt). Seit 1986 Sitz des „Museum für die Archäologie des Eiszeitalters“

Zum Immobilienvermögen von Friedrich Wilhelm zählten neben Gewerbeimmobilien in Neuwied (u. a. das von ihm entwickelte Wohn-, Büro- und Einkaufsviertel „Schloss-Karree“ und das damit verbundene Einkaufszentrum „Schlosspassage“), auch die ererbte Forstwirtschaft (ca. 5.500 ha) und die Landwirtschaft (ca. 2.000 ha). Während der Waldbesitz von Friedrich Wilhelm selber bewirtschaftet wurde, waren die landwirtschaftlichen Flächen ebenso wie ein im wiedischen Besitz befindlicher Campingplatz verpachtet. Außerdem besaß Friedrich Wilhelm auf dem Westerwald mit der Westerwälder Seenplatte eine von seinen Vorfahren bereits im 17. Jahrhundert begründete Teichwirtschaft, die aber seit Generationen an Fischzüchter verpachtet war.
Zu Friedrich Wilhelms Immobilienbesitz zählte auch eine Reihe von ererbten Schlössern und Burgen, darunter der Familiensitz Schloss Neuwied, das Jagdschloss Sayneck, die Burg Altenwied, die Burg Altwied, die Burg Braunsberg, die Burg Runkel und die Isenburg. Zu diesem Erbe zählte ursprünglich auch das Schloss Monrepos. Da dessen Unterhaltungskosten zu hoch waren und sich kein Kaufinteressent fand, veranlasste Friedrich Wilhelm mit staatlicher Genehmigung dessen Niederlegung am 30. April 1969 durch die „Freiwillige Feuerwehr Niederbieber“ mittels 100 Litern Benzin und 300 Litern Rohöl. Außerdem verpachtete Friedrich Wilhelm 1973 den zum Schloss Neuwied gehörenden Schlosspark für 30 Jahre an die Stadt Neuwied. Diese verpflichtete sich die bestehende Parkarchitektur zu erhalten und Maßnahmen zur Parkgestaltung mit dem Fürsten zu Wied abzustimmen.
Anlässlich Friedrich Wilhelms überraschenden Tods an den Folgen eines Schlaganfalls am 28. August 2000 flaggte die Stadt Neuwied als Trauerbezeugung sechs Tage lang halbmast. Unter großer Anteilnahme der Bevölkerung wurde Friedrich Wilhelm nach einem Trauergottesdienst in der Neuwieder Marktkirche am 6. September 2000 auf dem Familienfriedhof bei Schloss Monrepos begraben.

## Familie
Friedrich Wilhelm Prinz zu Wied wurde am 2. Juni 1931 in Stuttgart als erstes Kind von Hermann Wilhelm Friedrich Erbprinz zu Wied (1899–1941) und seiner Frau Marie Antonia Gräfin zu Stolberg-Wernigerode (1909–2003) geboren. Nach dem Tod seines Großvaters Wilhelm Friedrich Hermann Otto Karl 6. Fürst zu Wied 1945, wurde Friedrich Wilhelm im Alter von 14 Jahren Oberhaupt des bis 1918 hochadeligen Hauses Wied-Neuwied. Ende des 11. Jahrhunderts erstmals urkundlich erwähnt, zählt dieses zu den ältesten Adelsfamilien Deutschlands. Friedrich Wilhelms Vater, Hermann Erbprinz zu Wied, war bereits 1941 während des Zweiten Weltkriegs im damals besetzten Polen an einer Lungenkrankheit verstorben.
Am 9. September 1958 heiratete Friedrich Wilhelm in Bad Arolsen Guda Prinzessin zu Waldeck-Pyrmont (* 22. August 1939), jüngste Tochter des Josias zu Waldeck und Pyrmont und seiner Frau Altburg Marie Mathilde Herzogin von Oldenburg, Tochter von Friedrich August Großherzog von Oldenburg. Aus dieser 1962 wieder geschiedenen Ehe entstammen:
- Johann Friedrich Alexander Hermann Josias Wilhelm Prinz zu Wied (* 29. September 1960), unverheiratet, hat keine Kinder
- Friedrich August Maximilian Wilhelm Carl Prinz zu Wied (* 27. Oktober 1961; † 12. März 2015), verheiratet mit Isabelle Prinzessin von Isenburg (* 1973), haben Kinder, darunter das derzeitige Familienoberhaupt Franz Alexander Friedrich Wilhelm Maximilian Prinz zu Wied (* 10. August 1999).[14]

1967 heiratete Friedrich Wilhelm in zweiter Ehe Sophie Charlotte Prinzessin zu Stolberg-Stolberg (* 4. Oktober 1943), jüngstes Kind von Wolff-Heinrich Prinz zu Stolberg-Stolberg und Irma Erfert. Dieser Ehe entstammen:
- Christina Elisabeth Sophie Wilhelmine Friederike (* 9. Juni 1970), verheiratet mit Wolf-Eckart Freiherr von Gemmingen-Hornberg (* 21. Oktober 1959), haben Kinder.
- Wolff-Heinrich Friedrich Wilhelm Ello (* 12. Februar 1979)

## Ämter und Engagement (Auswahl)

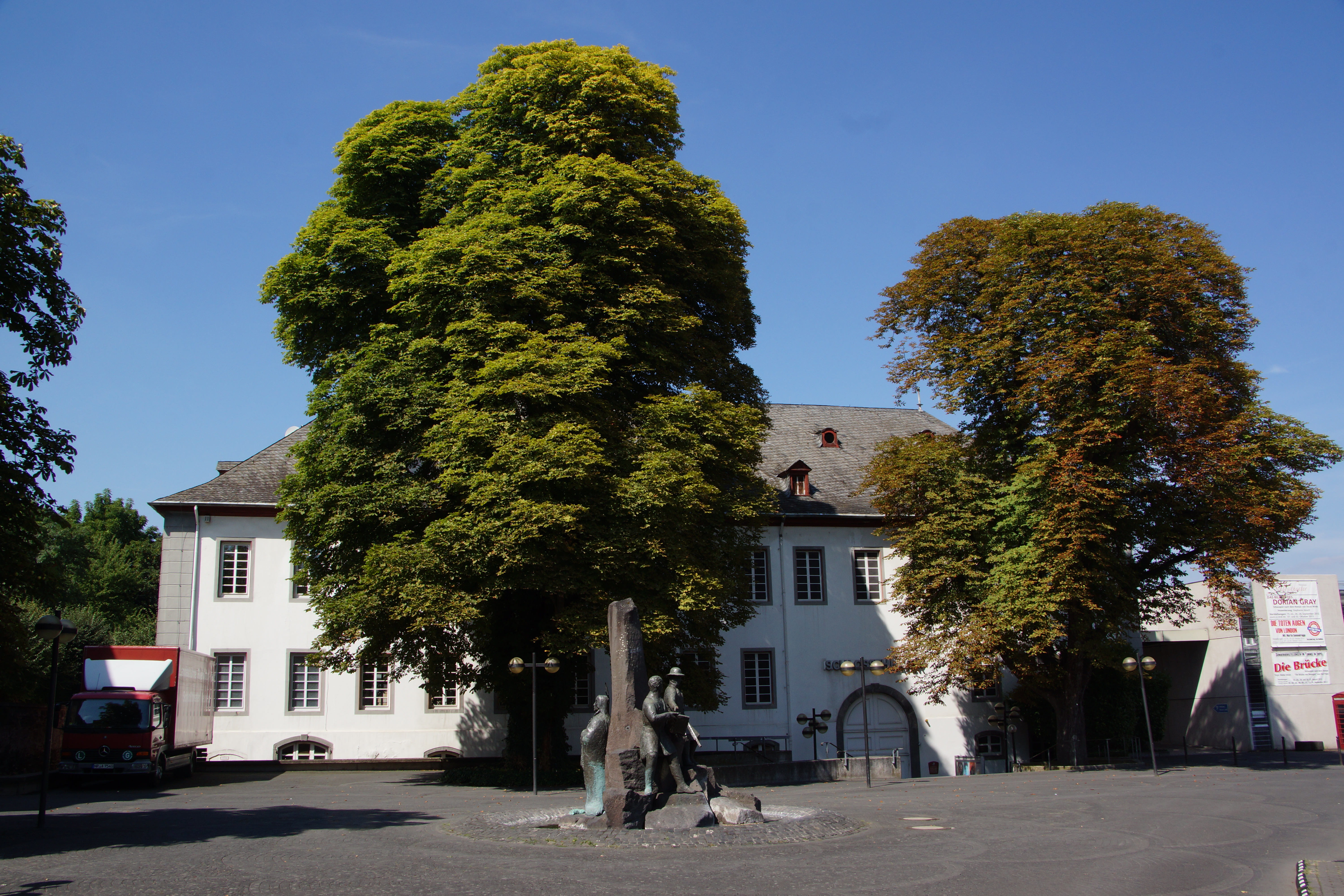
Schlosstheater Neuwied

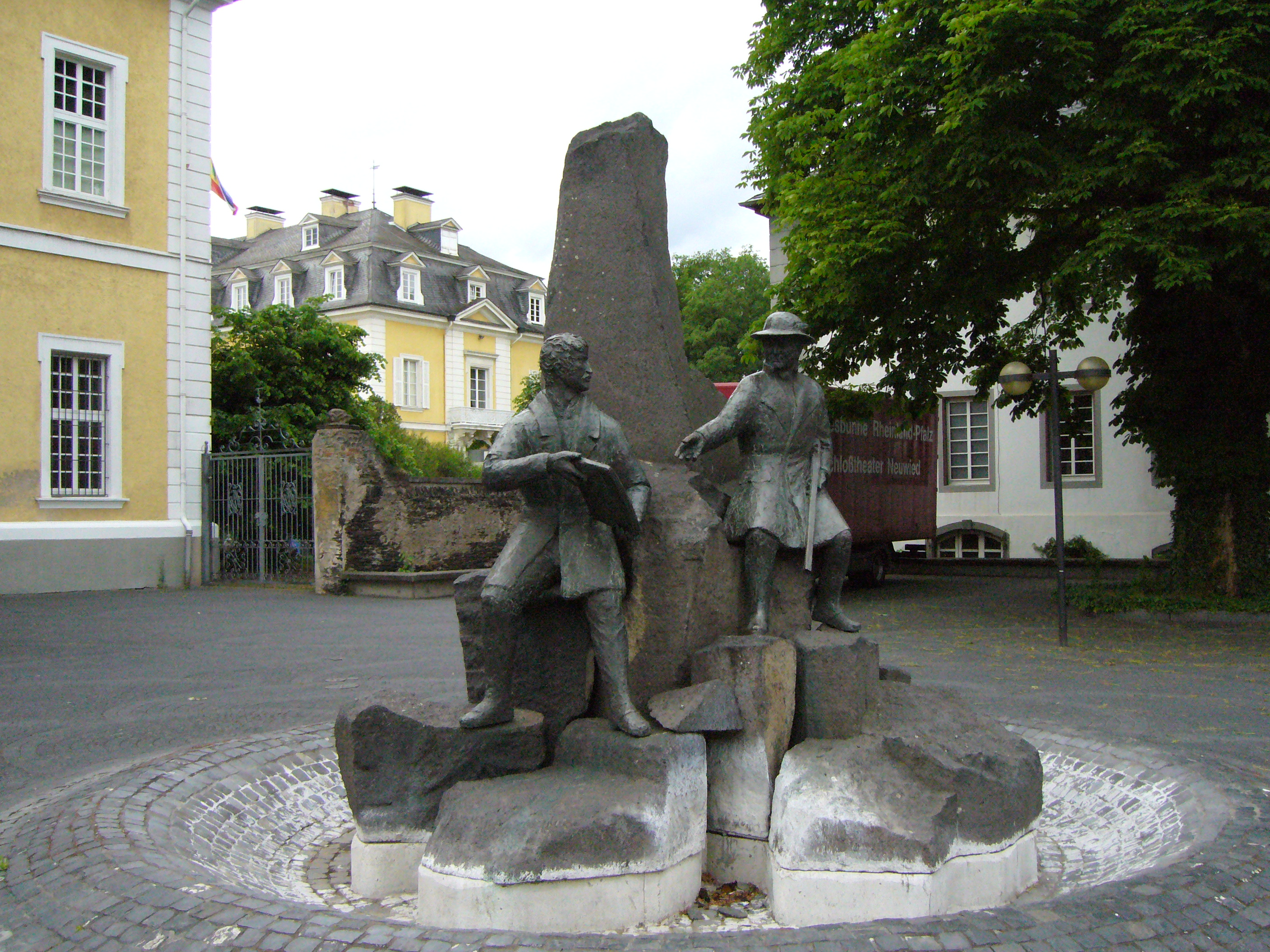
Denkmal für Maximilian zu Wied-Neuwied, dem Maler Karl Bodmer und dem Indianerhäuptling Mató-Tópe vor dem Schlosstheater in Neuwied

- Präsident des „International Council for Game and Wildlife Conservation“ („Internationaler Jagdrat zur Erhaltung des Wildes“);
- Langjähriges Mitglied des Neuwieder Stadtrats und des Neuwieder Kreistages;
- Langjähriger Kreisjagdmeister;
- Mitglied im Jagdbeirat des Bundeslands Rheinland-Pfalz;
- Vorsitzender des Vereins „Naturpark Rhein-Westerwald e. V.“, dem Rechtsträger des Naturparks Rhein-Westerwald;
- Mitbegründer, Förderer und Vorstandsmitglied der „Bürgerstiftung Abtei Rommersdorf“;
- Mitbegründer und Förderer der „Prinz-Maximilian-zu-Wied-Stiftung“. Übergab ihr 1986 die Villa „Waldheim“ (auch „Palais der Prinzessinnen“ genannt) auf Monrepos als Haus für das neue „Museum für die Archäologie des Eiszeitalters“;
- Mitglied im Förderkreis „Altsteinzeit Museum Monrepos“;
- Förderer des Stadt und „Kreismuseums Neuwied“ (heute „Roentgen Museum“). Überließ dem Museum zahlreiche Leihgaben;
- Übergabe eines Teils der Anlage des Neuwieder Schlosses, dem sog. „Neuen Bau“, an die „Neuwieder Schlosstheater-Stiftung“. Wurde 1977 in den ersten Vorstand dieser Stiftung gewählt;
- Stiftete 1985 ein Denkmal für Maximilian zu Wied-Neuwied, dem Maler Karl Bodmer und dem Indianerhäuptling Mató-Tópe vor dem Neuwieder Schlosstheater. Geschaffen von der Leutesdorfer Künstlerin Guta von Freydorf-Stephanow:
- Förderer und Mitglied der Kuratoriums des „Johanniter-Krankenhauses“ in Dierdorf;
- Förderer des „Neuwieder Stadtkrankenhauses“ (heute „Rotes Kreuz Krankenhaus“);
- Protektor zahlreicher Organisationen und Vereine im Kreis Neuwied, u. a. der „Neuwieder Rudergesellschaft 1883 e. V.“;
- Traditioneller Patron einer Reihe von Kirchengemeinden, einschließlich der damit verbundenen Fürsorgepflichten;
- Zahlreiche Wohltätigkeitskonzerte im Festsaal des familieneigenen Schlosses Neuwied;

An Friedrich-Wilhelms Seite arbeitete auch dessen Frau Sophie Charlotte in vielen sozialen und karitativen Gremien mit.
Quelle:

## Ehrungen
- Ehrenbürger der Stadt Dierdorf
- Goldenes Ehrenzeichen des Bauern- und Winzerverbandes Rheinland-Nassau (1982)
- Goldene Verdienstnadel des Landesjagdverbandes Rheinland-Pfalz (1982)
- Ehrenteller der Stadt Neuwied (1988)